# 음력 12월 20일
음력 12월 20일은 음력 12월의 20번째 날이다.

## 문화
- 1998년 - 강원 동계 아시안 게임 폐막.

## 탄생
- 1969년 - 대한민국의 배우 임호.
- 1980년
  - 미국의 가수 앨리샤 키스.
  - 대한민국의 전 가수, 배우 추소영.
- 1984년
  - 대한민국의 기상 캐스터 이현승.
  - 대한민국의 야구선수 오재원.
- 1987년 - 대한민국의 배우 이준(엠블랙).
- 1997년 - 대한민국의 배우 신예은.

## 사망
- 1918년 - 조선 제26대 왕, 대한제국 초대 황제 고종.

## 같이 보기
- 음력 360일: 1월 2월 3월 4월 5월 6월 7월 8월 9월 10월 11월 12월
- 전날:12월 19일 다음날:12월 21일 - 전달:11월 20일 다음달:1월 20일
- 양력:12월 20일
- 음력, 윤달